# 杢ヶ橋関所

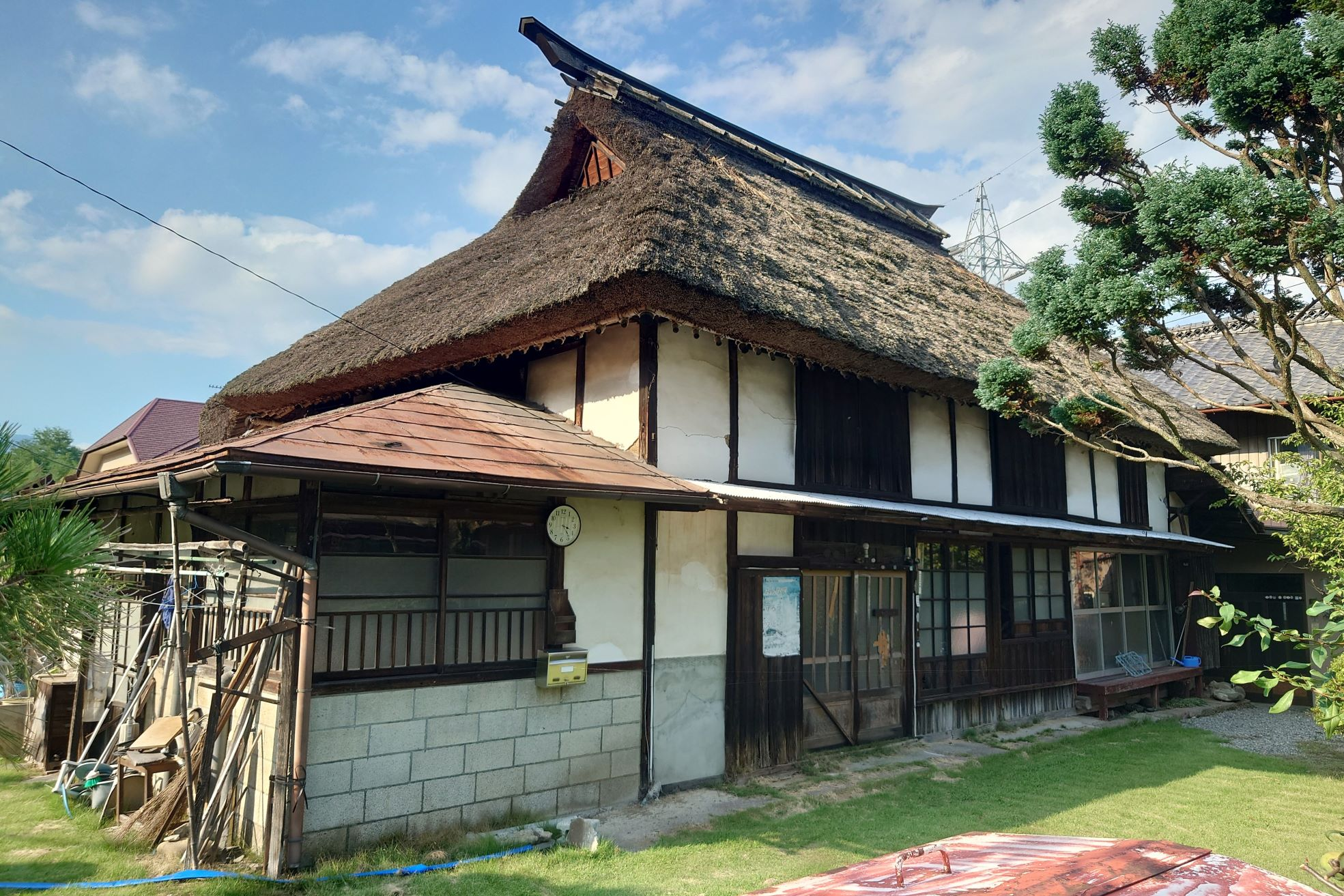
杢ヶ橋関所跡（群馬県指定史跡）に現存する定番役宅。

杢ヶ橋関所（もくがばしせきしょ）は、江戸時代、三国街道の金井宿と北牧宿の間に置かれた関所。吾妻川に架けられた杢ヶ橋の南岸、現在の群馬県渋川市南牧に位置した。

## 概要
天保6年（1835年）の「杢ヶ橋関所番由緒書上」によれば、創設は徳川秀忠の時代、元和年間（1615年 - 1624年）とされ、当初は番所であったが次代の徳川家光の時代、寛永20年（1643年）に正式な関所になったという。
南牧村・北牧村を結ぶ刎橋・杢ヶ橋は寛永年間（1624年 - 1645年）の初めに架けられたとされるが、吾妻川の氾濫で頻繁に流出し架け替えが行われている。浅間山の天明大噴火（1783年）による泥流によって杢ヶ橋のみならず関所や南牧村・北牧村も壊滅的被害を受け、それ以降数十年間橋は架けられずに賃渡し船が運航された。天保10年（1840年）に橋を架ける願書が提出されているが、その後も架橋と流出を繰り返した。
当初は安中藩主・井伊氏が杢ヶ橋関所の管理を行ったが、井伊氏の転封後は代わって安中藩主となった水野氏が管理した。水野氏は改易となったためその後は高崎藩主の安藤氏、間部氏、大河内松平氏が管理した。短期間ではあるが安中藩主・板倉氏、前橋藩主・松平氏が管理した時期もあった。関所役人は杢ヶ橋関所を預かる藩から目付1人・与力2人が派遣され、2ヶ月交替で関屋に泊まって勤務した。この他に地元の百姓から士分に取り立てられて関所に勤務した定番が3名関所の柵矢来内に役宅を構え、世襲した。
関所の構造は、金井宿側の南西の御門と吾妻川に面した北東の御門の間に長さ22間、幅1間半の通路が通っており、その両側に関屋や定番役宅が並んでおり、全体を囲む柵矢来の幅は22間あった。
吾妻川を往来する舟・筏も取締りの対象であり、吾妻郡で伐採され筏に組まれて川を下る木材も、事前に届出させた上、関所上下の「お囲い」の内は金井村の人足が運行して運賃を取った。
入鉄砲・出女は他の関所同様厳しく取り締まったが、対岸の田畑で農作業をするような場合に備えて代官所の焼き印のある作場通札を事前に10枚北牧村に渡してあり、地元の女性はこれを持って関所を通ることができた。
関所の補佐機関として口留番所が伊香保と祖母島に置かれていた。杢ヶ橋の渡船が大水で運行できない場合、祖母島の口留番所を通って川幅が広く流れの緩やかな祖母島から対岸の小野子に渡るか、さらに上流の厚田から万年橋を渡った。
慶応4年（1868年）9月に岩鼻県知県事・大音龍太郎の命令により、上野国内の関所は碓氷関所を除いて廃止されることとなり、杢ヶ橋関所の建具・畳は三国峠永井宿の新政府軍の関所へ送られた。
跡地は「旧安中藩杢ヶ橋関所跡」として群馬県指定史跡となっており、旧定番役宅が現存している。定番役宅は梁間3間半、桁行6間、茅葺入母屋造二階建で、19世紀中頃の建築とみられている。同時代の農家が養蚕のため大規模化して豪華になっていたのと比較すると、柱が3.7寸と細く、床を備えないなど質素な作りである。